# Conophyma corallipes
Conophyma corallipes is een rechtvleugelig insect uit de familie Dericorythidae. De wetenschappelijke naam van deze soort is voor het eerst geldig gepubliceerd in 1939 door Ramme.